# Piirpauke
Piirpauke ist eine finnische Band, die schon früh Elemente aus Folk und Jazz in ihrer Musik kombinierte.

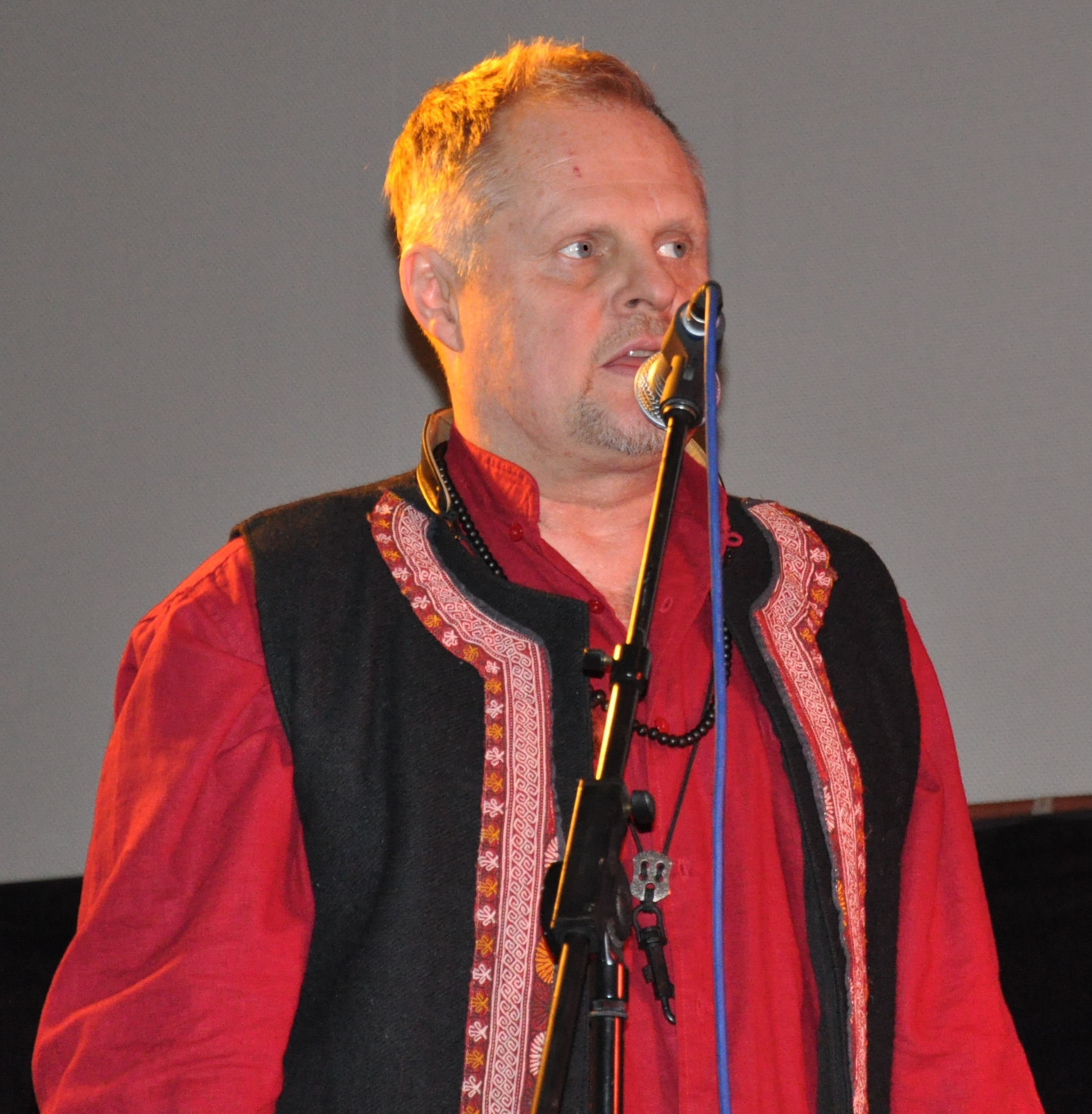
Sakari Kukko (mit Piirpauke 2009)

## Geschichte
Die Band wurde 1974 von dem Multiinstrumentalisten Sakari Kukko gegründet. Der Name stammt aus dem Karelischen und bedeutet „Lärm, Getöse“. Von der Improvisationshaltung her im Jazz begründet, waren für das Spiel von Piirpauke aber Rockelemente selbstverständlich; die Songs der Gruppe haben Elemente aus der Folkmusik verschiedener Länder als Grundlage. Dieser Folk-Jazz ist ein Vorläufer der heute unter dem Begriff Weltmusik bekannten Stilrichtung. 
Die Band hatte einigen kommerziellen Erfolg mit den Liedern Konevitsan Kirkonkellot, Soi vienosti murheeni soitto, Swedish Reggae und Imala Maika. Im Laufe der Jahre wurden 20 Alben veröffentlicht. 
Piirpauke tourte durch viele Länder in West- und Osteuropa, Indien, der Türkei und Länder der früheren Sowjetunion und trat bei bekannten finnischen Festivals wie Provinssirock, Ruisrock und Pori Jazz auf. Mit der Band spielten zahlreiche Musiker aus anderen Ländern und Kulturen; so trat beispielsweise Okay Temiz mit ihr auf. Mitte der 1990er Jahre löste Kukko die Gruppe auf, ging aber 1999 wieder mit Piirpauke auf Tour.

## Besetzung
- Sakari Kukko (Saxophon, Keyboards, Kantele, Perkussion und Gesang).

Die folgenden Musiker waren zu unterschiedlichen Zeiten Mitglied der Band:
| Gitarre - Juha Björninen - Malang Cissokho - Badu Ndjay - Pekka Nylund - T. T. Oksala - Pekka Rechardt - Jukka Tolonen - Hasse Walli - Jukka Orma Bass - Ville Herrala - Antti Hytti - Jorma Koivulehto - Tauno Railo (+ vocals) - Ilpo Saastamoinen - Olli-Pekka Wasama - Eerik Siikasaari Perkussion - Tom Nekljudow - Aku Nyyssönen - Markku Ounaskari - Ismaila Sane - Jukka Wasama Gesang - Cinta Hermo Keyboards - Joonas Ahonen (auch Klavier) Geige - Karri Koivukoski Kantele - Outi Sane |

## Diskografische Hinweise
| - Piirpauke 1 (1975) - Piirpauke 2 (1976) - Piirpauke Live (1978) - Yö Kyöpelinvuorella (1979) - Kajastus/Will O' the Wisp (1979 - Sakari Kukko Solo) - Live in der Balver Höhle (1980) - Birgi Bühtüi (1981) - Kirkastus (1981) - Live in Europe (1983) - Illahu Illalla (1984) - The Wild East/Villi Itä (1987) - Algazara (1987) - Zerenade (1989) - Global Servisi (1990) (Kompilation 1971–89) | - Tuku tuku (1991) - Terra Nova/Muuttolinnut (1993) - Metamorphosis (Live 1977-1995) (1995) - Ave Maria (1996) - Laula sinäkin (1998) - Kalevala Spirit (2000) - Sillat (2002) - Laulu laineilla (2003) - Ikiliikkuja - Perpetuum Mobile (2004) (Kompilation) - Kalabalik (2006) - Koli (2010) - Ilo (2012) - Juju (2017) - Hali (2019) |